# 사가와 고스케
사가와 고스케(일본어: 佐川 洸介, 2000년 5월 11일~)는 일본의 축구 선수이다.

## 구단 경력
그는 2023년 J2리그의 도쿄 베르디에 입단했다. 2023년 J2리그 3위를 기록하여 J1리그로 승격했다. 2024년 J2리그의 더스파 군마로 이적했다. 2025년 블라우블리츠 아키타로 이적했다.